# Église Saint-Christophe de Créteil
Pour les articles homonymes, voir Église Saint-Christophe.
L'église Saint-Christophe est une église catholique située à Créteil (Val-de-Marne). Elle est consacrée à saint Christophe.

## Historique
L’église Saint-Christophe a été construite entre le XIe et le XIIIe siècle, sa crypte serait antérieure au XIe siècle. La première édification date de l'époque carolingienne. Le clocher a été construit en 1050, puis la nef et la crypte. L'agrandissement en style gothique date de la fin du XIIIe siècle. L’église est terminée à la fin du XIIIe siècle. Elle est inscrite à l’inventaire des monuments historiques en 1928.
Depuis la réforme de l'Église ordonnée par Vatican II, d'intéressantes pièces historiques ont disparu de l'intérieur. C'est ainsi que le grand maître autel, don de la duchesse de Caumont La Force n'existe plus; de même que le grand tableau du peintre Vincent-Niclas Raverat représentant les martyrs de Créteil.

## Description
L'église possède une crypte du VIIIe siècle. L'église est de style ogival des XIIe et XIIIe siècle. Son clocher fortifié, haut de 30 mètres, date du XIe siècle. Le reste de l'édifice est plus récent et associe d'ailleurs des éléments romans et gothiques. La nef du XIIIe siècle englobe la crypte du VIIIe siècle contenant les reliques de saint Agoard et saint Agilbert dans le coin nord. On trouve en fait trois nefs séparées par quatre colonnes en délit qui déterminent neuf travées identiques voûtées d'arêtes. Cette église est classée monument historique depuis 1928.

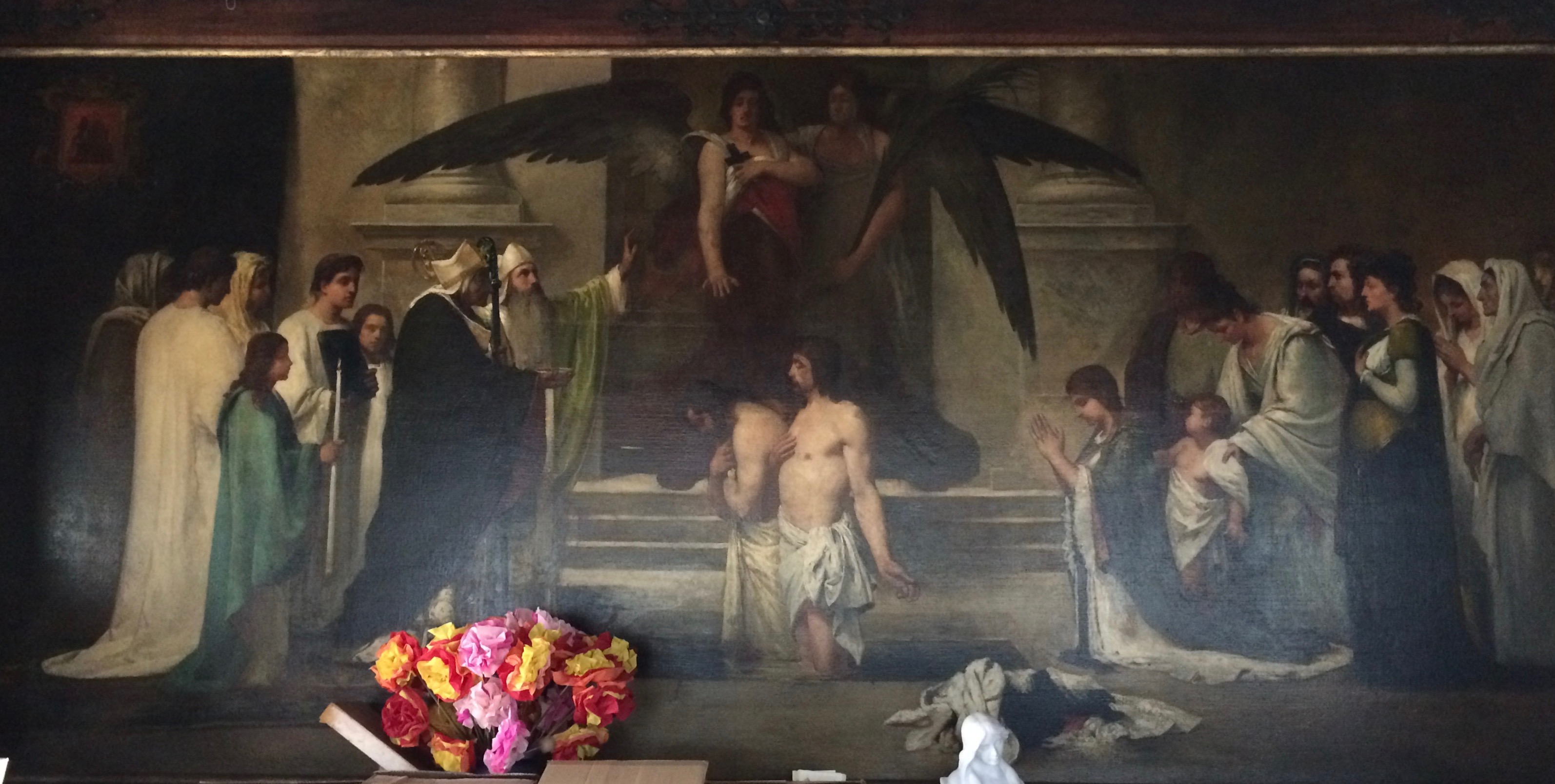
Baptême des martyrs de Créteil d'Henry Lerolle (1874).

De nombreuses fouilles archéologiques furent menées autour de l'église, mettant au jour notamment des sarcophages mérovingiens et des sépultures remontant peut-être au IVe siècle. Les vitraux néogothiques du chevet datent de 1854 : les trois verrières retracent la vie du Christ. Le vitrail de la chapelle septentrionale est consacré à la Vierge et celui de la chapelle du Sud à sainte Geneviève. Les autres ouvertures sont garnies de grisailles datant de la fin du XIXe siècle.
Les cloches sont au nombre de trois : Joséphine Élisabeth (plus de 2500 livres) refondue en 1867, Marie (moins de 200 livres) offerte en 1552 à la chapelle Notre-Dame des Mèches et rapportée à l'église pendant la Révolution, et la cloche des Martyrs (800 livres) installée en 1992.

## Galerie

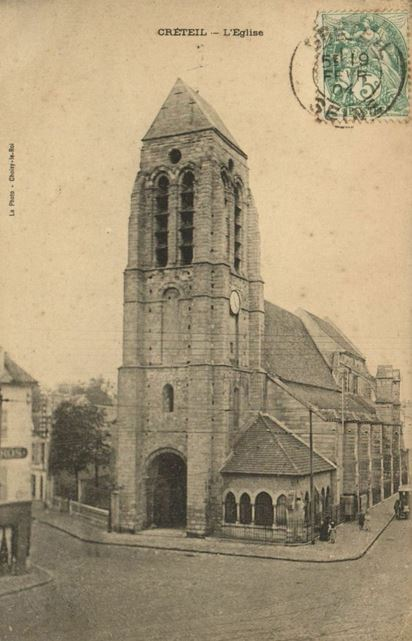
Carte postale de 1904.
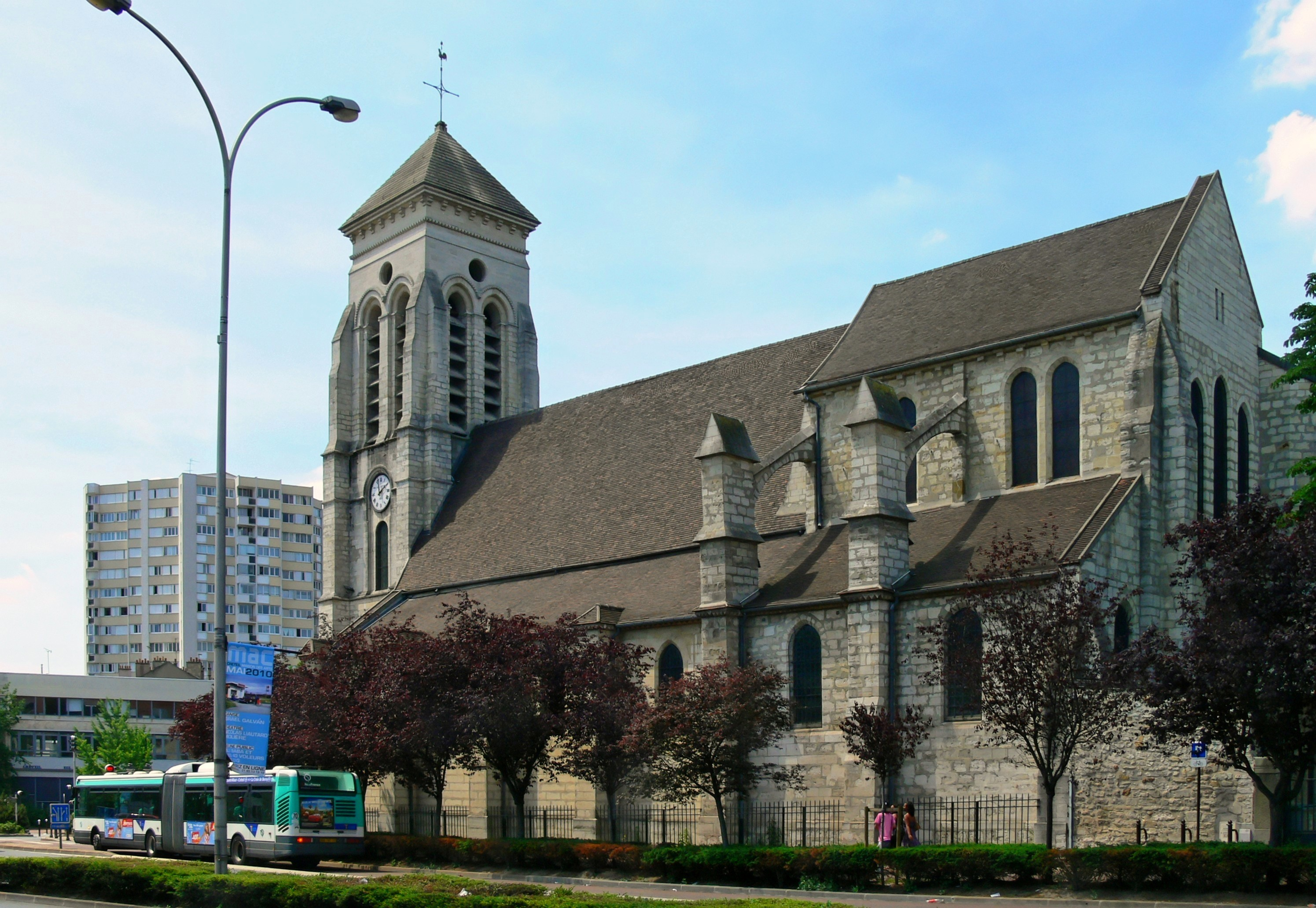
Vue générale et latérale.
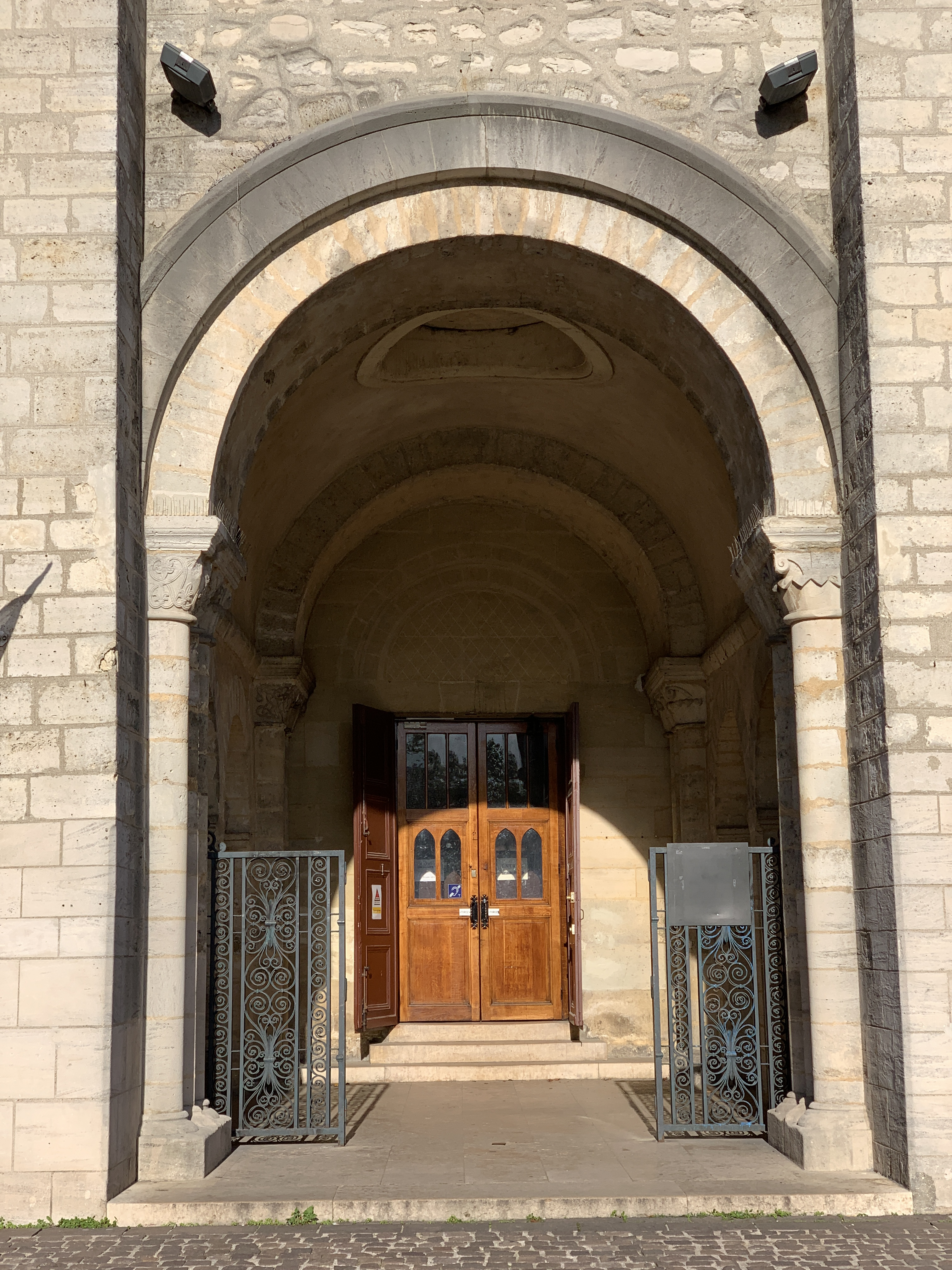
Entrée de l'église.
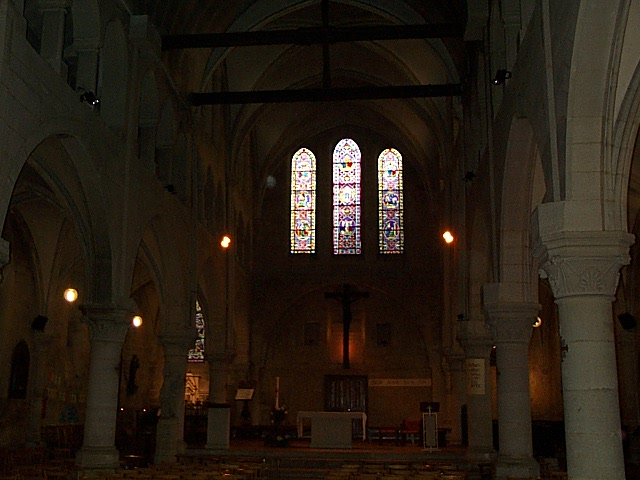
Intérieur de l'église.
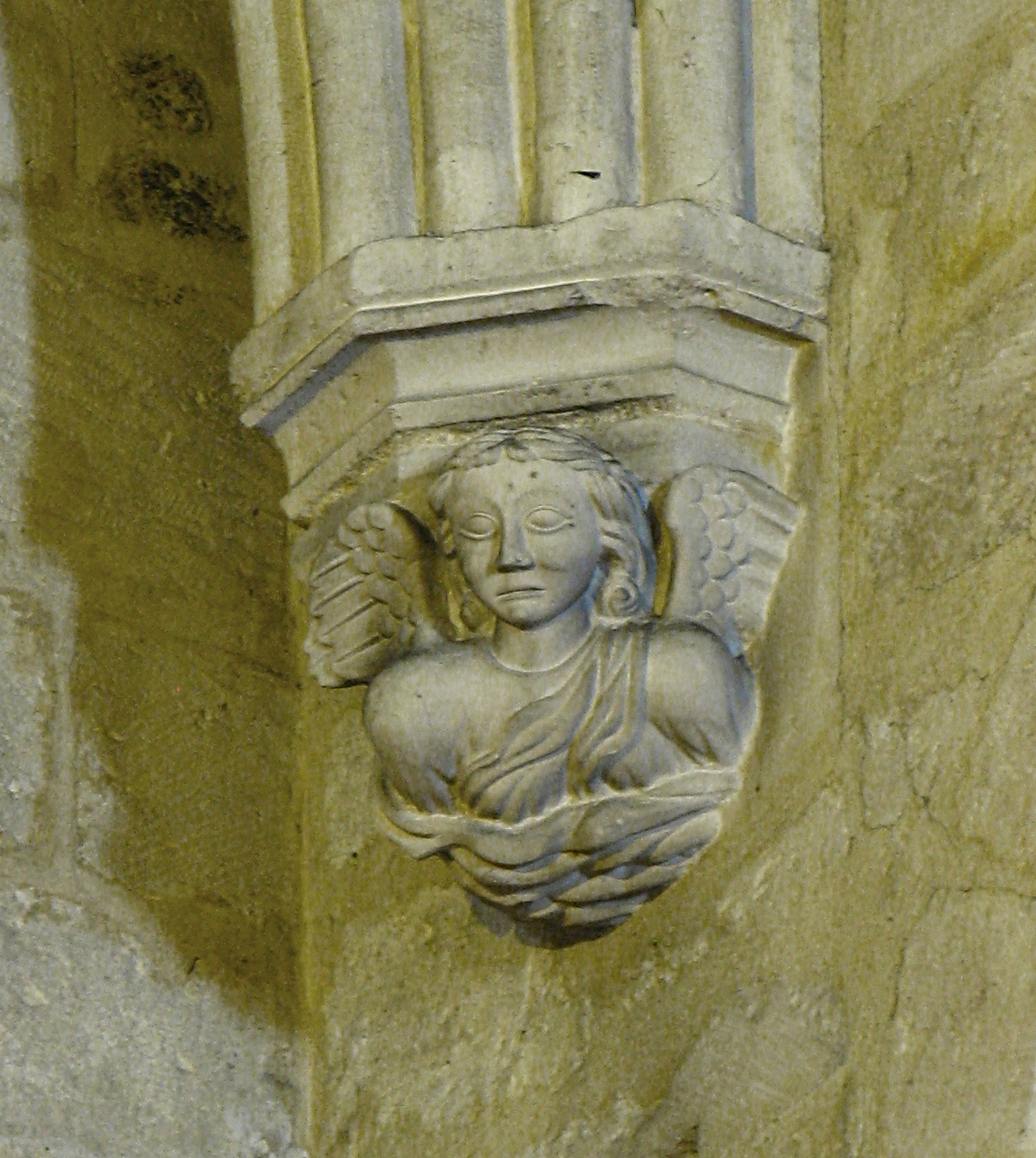
Ange, relief du chevet de l'église.